# ريتش هاردن
ريتش هاردن (بالإنجليزية: Rich Harden)‏ (و. 1981  م) هو لاعب بيسبول   كندي، ولد في فكتوريا، كولومبيا البريطانية، مركز لعبه هو مرسل مطلق ‏.

## التعليم
تعلم في الكلية المركزية في أريزونا ‏
.